# Carl Erhardt
Carl Alfred Erhardt (Beckenham, 15 februari 1897 - Bromley, 3 mei 1988) was een Britse ijshockeyspeler.

Erhardt nam namens het Verenigd Koninkrijk deel aan de Olympische Winterspelen 1936 in het Duitse Garmisch-Partenkirchen. Erhardt speelde mee in zes van de zeven wedstrijden.
Erhardt won de dag na zijn 39ste verjaardag de gouden medaille en is hiermee de oudste winnaar van olympisch goud bij het ijshockey tot in 2018 het record verbroken werd door de Rus Pavel Datsjoek.
Erhardt was de coach van de Britse ploeg tijdens de Olympische Winterspelen 1948 in het Zwitserse Sankt Moritz. Tijdens de wereldkampioenschappen van 1950 was Erhardt actief als scheidsrechter.